# Ефект Лазаря

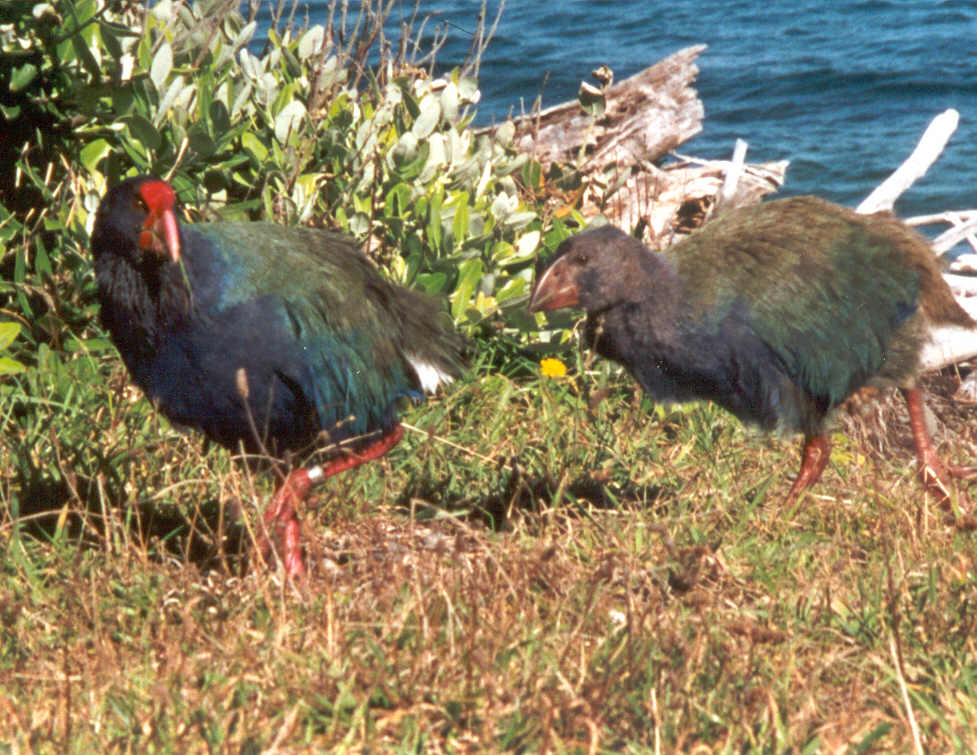
Такахе — приклад «таксона Лазаря»

Ефе́кт Ла́заря — виявлення в геологічному літописі або в сучасності представників таксона, який вважався вимерлим до цього часу. Іншими словами — оманлива наявність розривів у палеонтологічній історії таксона. Пояснюється недостатньою вивченістю сучасної біоти, геологічного літопису або неповнотою останнього. Названий по імені Лазаря — євангельського персонажа, якого, згідно з Біблією, Ісус Христос воскресив з мертвих.

## Теоретичні пояснення
Ефект Лазаря характерний для дрібних організмів, що живуть у важкодоступних місцях. Найбільш відомий з них такахе.

## Таксони, що демонструють ефект Лазаря

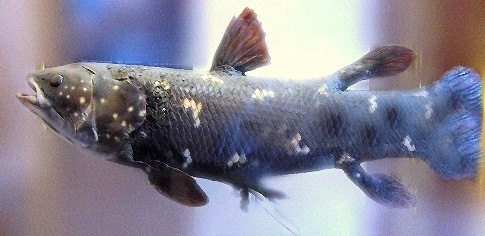
Латимерія коморська

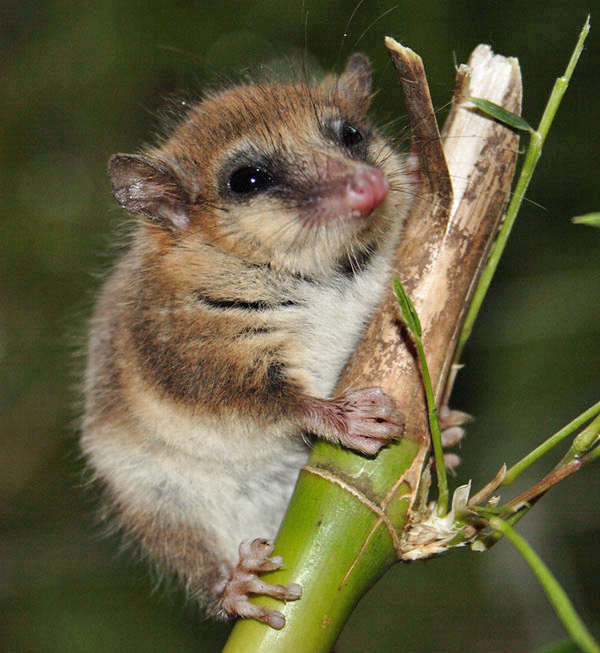
Чилоеський опосум

- Catagonus wagneri був відомий тільки в викопному стані з 1930 до 1975 року, коли знайшли живих представників.
- Гігантський палочник (Dryococelus australis), велика комаха, що мешкала на острові Лорд-Гав, вважалася вимерлою до 1918 року, внаслідок інвазивної діяльності завезених людиною чорних пацюків. Живі представники виду виявлені в 2001 році на вулканічному острівці Болс-Пірамід. Станом на квітень 2012 року Мельбурнський зоопарк повідомив, що розводить понад 9000 особин комахи[1]. Після знищення чорних пацюків на Лорд-Гав популяцію комах планується реїндукувати в початковий ареал.
- Підклас Actinistia, який, як вважали, вимер 65 мільйонів років тому; живі представники (латимерія) знайдені в 1938 році.

## Частковий список видів за МСОП
Ці види переміщені з вимерлих в загрозливі.

### Рослини

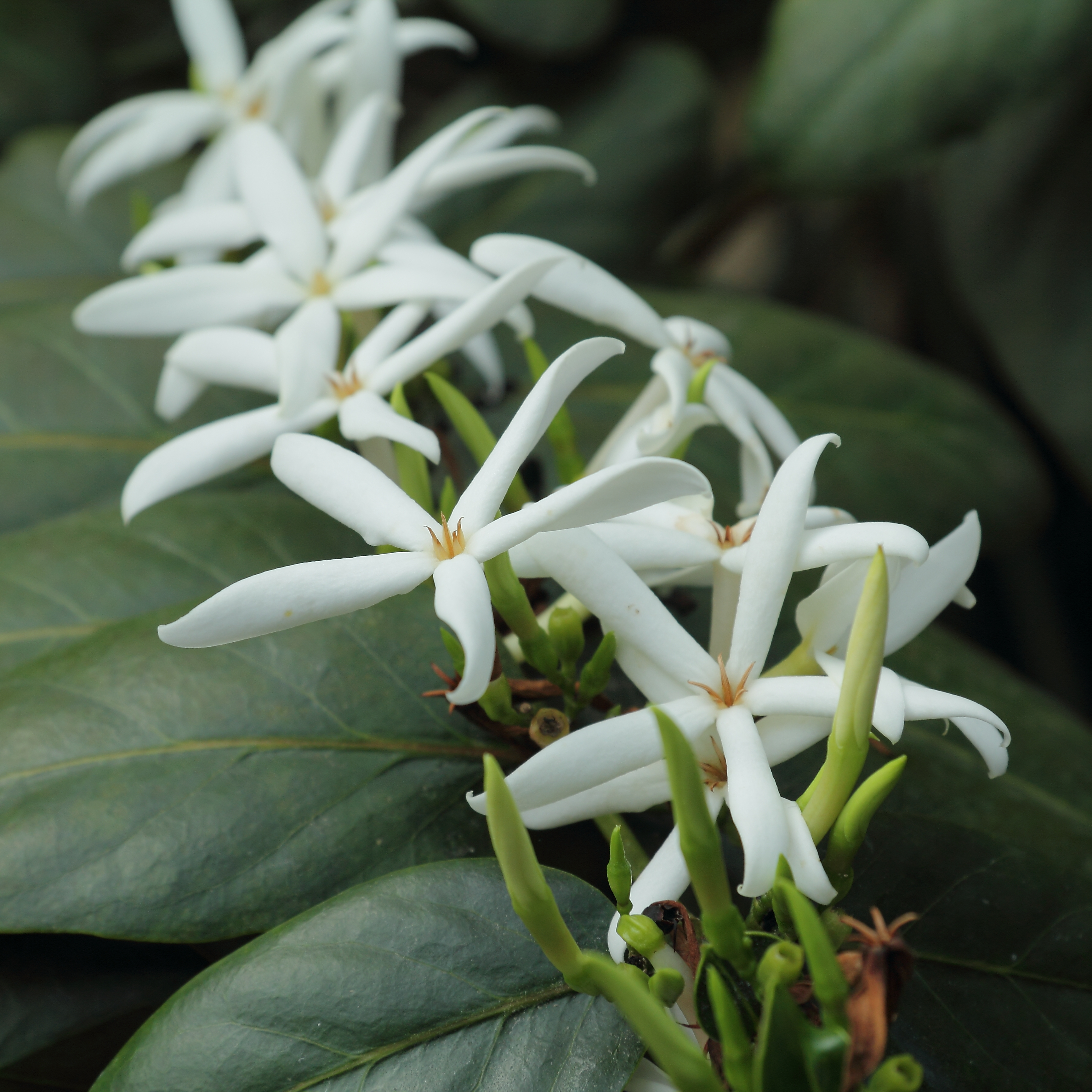
Ramosmania rodriguesii

- Afrothismia pachyantha(інші мови)
- Antirhea tomentosa(інші мови)
- Asplundia clementinae(інші мови)
- Badula platyphylla(інші мови)
- Achyranthes mutica(інші мови)
- Bulbophyllum filiforme(інші мови)
- Bulbostylis neglecta(інші мови)
- Ramosmania rodriguesii(інші мови)  — вважалася вимерлою в 1950-х, але знову знайдена в 1980 році.
- Camellia piquetiana(інші мови) ,
- Alsinidendron viscosum(інші мови)
- Cyanea dunbariae(інші мови)
- Cyanea procera(інші мови)
- Eugenia bojeri(інші мови)
- Arctostaphylos hookeri(інші мови)
- Pedicularis furbishiae(інші мови)
- Medusagyne oppositifolia(інші мови)
- Mammillaria schwarzii
- Medemia argun(інші мови)
- Eriogonom truncatum
- Pittosporum tanianum(інші мови)
- Lachanodes arborea(інші мови)
- Abies nebrodensis
- Takhtajania perrieri(інші мови)
- Turbinicarpus gielsdorfianus(інші мови)
- Betula uber(інші мови)